# Mirimiri acrodonta
Mirimiri acrodonta е вид бозайник от семейство Плодоядни прилепи (Pteropodidae), единствен представител на род Mirimiri. Видът е критично застрашен от изчезване.

## Разпространение
Разпространен е във Фиджи.